# Edmund Burke
Pour les articles homonymes, voir Burke et Edmund Burke (homonymie).
Edmund Burke (/bɜːk/, né à Dublin le 12 janvier 1729 en Irlande et mort à Beaconsfield le 9 juillet 1797 en Grande-Bretagne) est un homme politique et philosophe irlandais, longtemps député à la Chambre des communes britannique, en tant que membre du parti whig. 
Il est resté célèbre pour le soutien qu'il a apporté aux colons américains lors de leur révolte contre la métropole britannique, bien qu'il se soit opposé à leur indépendance. Il est également connu pour sa ferme opposition à la Révolution française, exprimée dans ses Réflexions sur la Révolution de France, qui fit de lui l'un des chefs de file de la faction conservatrice au sein du parti whig.
Burke est également l'auteur d'ouvrages de philosophie portant sur l'esthétique, et le fondateur de la revue politique Annual Register. Penseur emblématique du conservatisme moderne, et important idéologue libéral. Il est le père du libéral-conservatisme,.

## Biographie

### Origines familiales et éducation

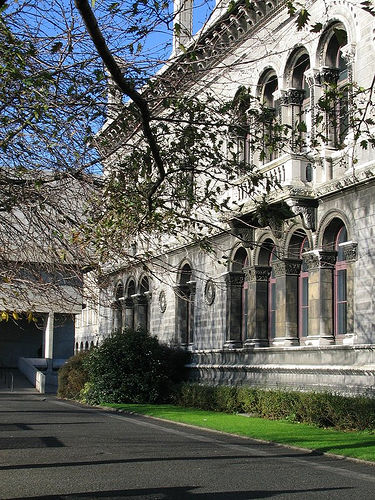
Le Trinity College, à Dublin.

Burke naît le 12 janvier 1729 à Dublin. Tandis que sa mère, Mary Nagle (1702 – 1770), issue d'une famille déclassée du Comté de Cork, est catholique, son père, Richard Burke, juriste, est anglican. Toute sa vie, Edmund restera attaché à cette dernière religion, à l'inverse de sa sœur Juliana qui deviendra catholique. Ses ennemis n'hésiteront pourtant pas à le mettre plus tard en cause pour ses sympathies catholiques, l'accusant ainsi d'avoir mené ses études au collège jésuite de Saint Omer, près de Calais, à une époque où être catholique interdisait de travailler dans la fonction publique.
Selon le témoignage de Frances Crewe en effet :

« Les ennemis de M. Burke s'efforcaient souvent de convaincre tout le monde qu'il avait été élevé dans la foi catholique, dans laquelle sa famille vivait, et qu'il avait même été élevé à Saint Omer — mais tout cela était faux : son père était un anglican pratiquant à Dublin […] et il se trouve que si M. Burke était passé deux fois à Paris, il n'avait jamais traversé la ville de Saint-Omer. »

Ses premières classes eurent lieu dans une école quaker de Ballitore, à une soixantaine de kilomètres de Dublin ; toute sa vie, il tiendra une correspondance avec ses anciens camarades de classes dont la fille du propriétaire de l'école. En 1744, Edmund devient élève du Trinity College de Dublin, un établissement alors protestant, d'où il crée en 1747 un club d'étudiants, the Edmund Burke's club, qui donnera par la suite naissance à la College Historical Society, toujours existante et généralement considérée comme la plus ancienne association d'étudiants au monde. Elle conserve aujourd'hui encore dans ses archives les débats tenus dans le cadre de ce club.
Burke obtient sa licence en 1748, puis son père l'envoie étudier le droit à Londres en 1750. Il entre alors au Middle Temple comme avocat, mais le quitte peu après pour un voyage à travers l'Europe.

### Vie personnelle
Le 12 mars 1757, Edmund Burke épouse Jane Mary Nugent (1734–1812). Ils ont deux enfants, Christopher, mort jeune, et Richard, né le 9 février 1758, et hébergent à partir de 1763 un cousin devenu orphelin, Edmund Nagle.

### Carrière politique

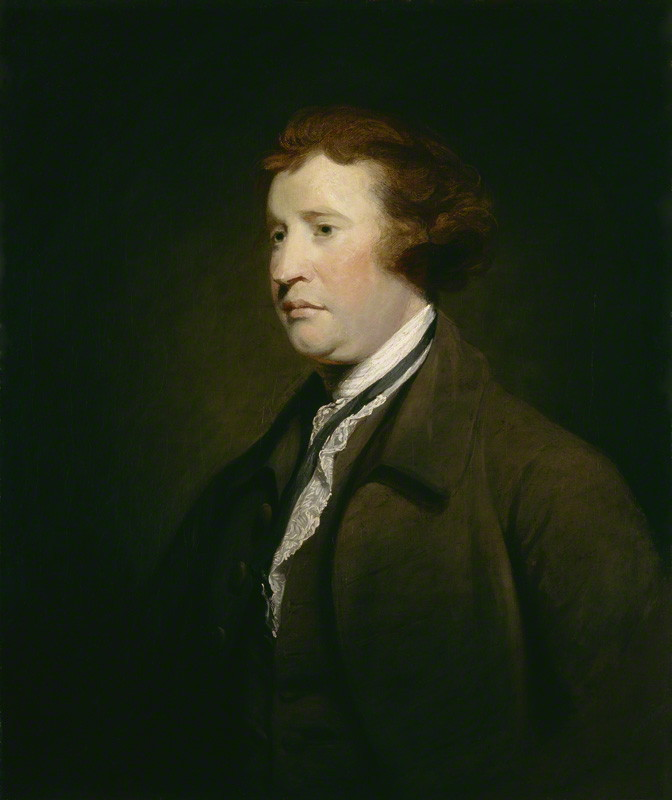
Edmund Burke.

En 1758, il se tourne vers la politique et devient un des principaux chefs des Whigs. Il crée en 1758 avec Robert Dodsley l' Annual Register, recueil périodique d'articles sur l'actualité internationale ; à Londres, il se lie avec de nombreux intellectuels et artistes de premier plan, entre autres Samuel Johnson, David Garrick, Oliver Goldsmith et Joshua Reynolds, membres comme lui du Literary Club. Au début des années 1760, il accompagne en Irlande Lord Halifax, nommé vice-roi.
En 1765, il devient le secrétaire particulier et l'ami du marquis de Rockingham, premier lord de la Trésorerie. La même année, Burke est élu à la Chambre des communes — représentant un bourg relevant du système de trafic d'élections des « bourgs pourris », Wendover — et se range dans l'opposition, malgré ses liens personnels avec le ministre Rockingham. Il prend une part active au débat sur la limitation constitutionnelle du pouvoir exécutif royal, et se fait l'avocat du rôle des partis, en particulier de celui d'une opposition « institutionnalisée » capable d'empêcher les abus de pouvoir dont pourraient se rendre coupables le souverain ou la majorité parlementaire.
Il est initié franc-maçon dans la loge Jérusalem 44 en 1769,. La même année, en réponse à George Grenville, il publie un pamphlet intitulé L'état actuel de la nation. La même année, il acquiert le domaine de Gregories, près de Beaconsfield. Cette propriété de six cents acres (240 hectares), qu'il a achetée à crédit, pèse lourdement sur ses finances pendant les décennies suivantes ; quoiqu'elle ait contenu une importante collection d'œuvres d'art, incluant des tableaux du Titien. Ses discours et ses essais lui assurent une réputation déjà importante, ce qui explique sans doute qu'on lui ait parfois attribué les Lettres de Junius.
En 1770, dans ses Considérations sur la cause des mécontentements actuels, il exprime son soutien aux récriminations qu'exprimaient les colonies américaines vis-à-vis du pouvoir britannique sans pour autant approuver la voie vers l'indépendance. Il défend également les catholiques irlandais face aux persécutions dont ils sont victimes et dénonce les abus et la corruption de la Compagnie des Indes orientales.
En 1774, élu député de Bristol — à l'époque la deuxième ville d'Angleterre —, cette fois au cours d'une élection en bonne et due forme, il défend dans la déclaration qu'il adresse à ses électeurs les principes de la démocratie représentative contre l'idée selon laquelle les élus n'interviendraient en fait que rarement en faveur des intérêts de leur circonscription. Dans les années qui suivent, il se distingue notamment par sa défense de la liberté du commerce avec l'Irlande et l'émancipation des catholiques, ce qui le rend assez impopulaire. En 1780, il perd son siège. Il siégea ensuite pour la circonscription de Malton, dont son protecteur Rockingham pouvait disposer à son gré.
En 1782, il est appelé comme membre du conseil privé, mais n'y reste que quelques mois. En 1786, il attaque le gouverneur des Indes orientales, Warren Hastings, qui avait abusé de son pouvoir.

### Fin de vie
Retiré alors de toute activité politique, Burke a quelquefois été surnommé le Cicéron anglais. En 1792, il héberge Augustin Barruel lors de son exil londonien, et, bien que franc-maçon, le félicite pour son Mémoire pour servir à l'histoire du jacobinisme, pourtant antimaçonnique.

## Pensée

### LeCoup d'œil sur les maux qu'a produits la civilisation

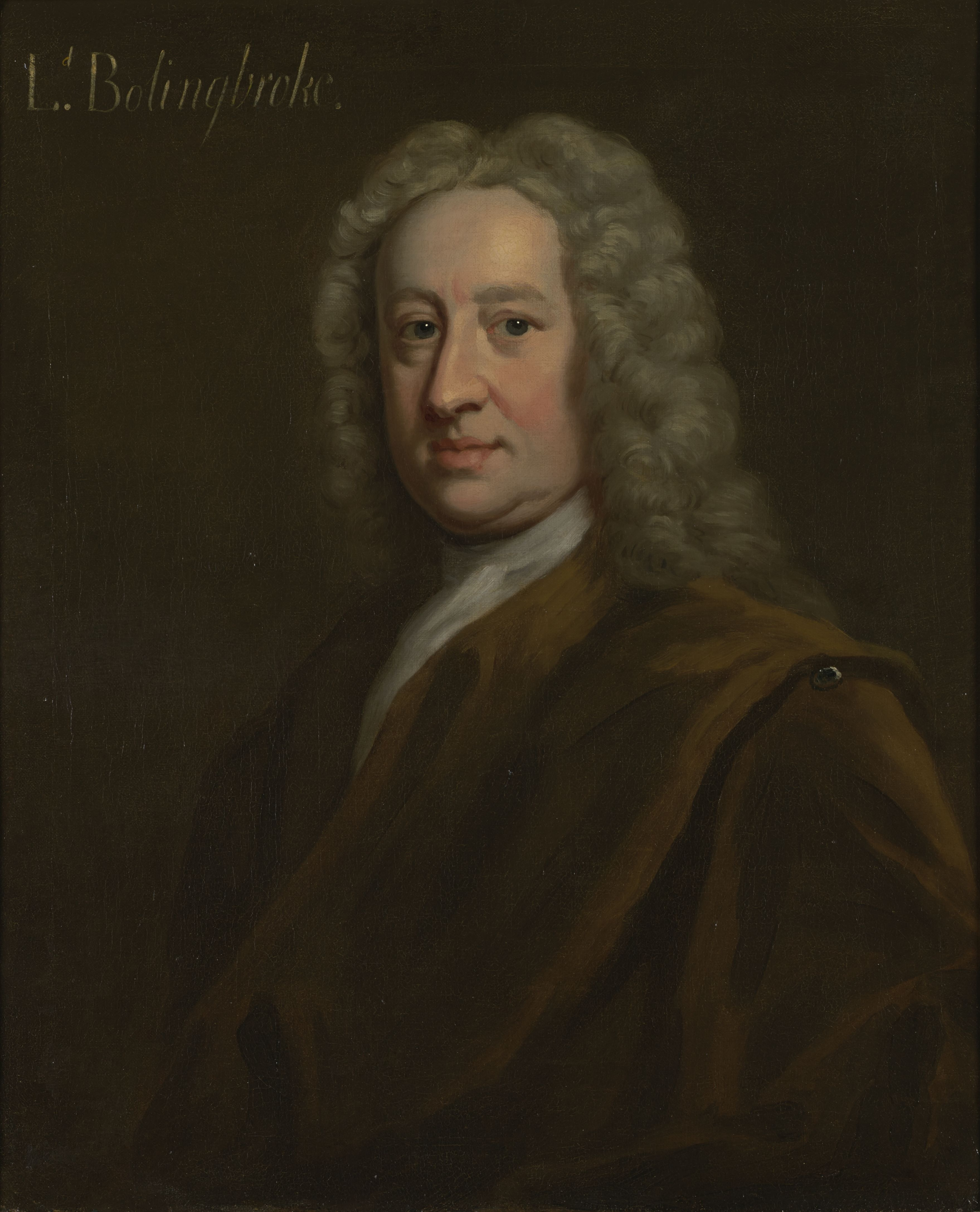
Portrait du vicomte de Bolingbroke, par Charles Jervas (v. 1735)

En 1756, Edmund Burke fait paraître son premier ouvrage : le Coup d'œil sur les maux qu'a produits la civilisation se veut une réponse parodique aux Lettres sur l'étude de l'histoire du vicomte Henri Saint Jean de Bolingbroke, parues deux ans plus tôt. Burke montre que les mêmes arguments de Bolingbroke contre la religion peuvent aussi bien s'appliquer à n'importe laquelle des institutions humaines.
Tous les critiques ne s'accordent pas sur la lecture parodique de ce premier essai, bien que ce soit l'interprétation qu'en donnera plus tard Burke dans la préface de la seconde édition. Mgr Richard Hurd notait déjà que la parodie du style de Bolingbroke était si réussie que l'ironie de Burke en devenait difficile à discerner. Certains universitaires, dont Murray Rothbard, ont ainsi cru pouvoir considérer le Coup d'œil comme une approche philosophique de l'anarchisme, reniée plus tard par Burke pour des raisons uniquement politiques,.

### Premiers succès avec laRecherche philosophique de nos idées du Sublime et du Beau
La publication de la Recherche philosophique de nos idées du Sublime et du Beau en 1757 donne enfin à Burke une notoriété. L'ouvrage est lu à travers toute l'Europe et attire même les attentions de Diderot et de Kant, qui, dans sa Critique de la faculté de juger (Remarque générale après le paragraphe XXIX), parle avec éloge des analyses psychologiques de Burke tout en leur opposant sa propre recherche transcendantale.
Il s'agit du seul ouvrage de philosophie théorique de Burke : vingt ans plus tard, lorsque Sir Joshua Reynolds et French Laurence (en) lui demandèrent de se pencher à nouveau sur ces questions, le philosophe irlandais s'y refusa.
En février 1757, Robert Dodsley signe avec Burke un contrat pour l'écriture d'une Histoire de l'Angleterre depuis Jules César jusqu'au règne de la Reine Anne. L'ouvrage n'est cependant pas mené à son terme (Burke s'arrête à l'an 1216), et ne sera donc publié qu'après sa mort avec d'autres écrits posthumes en 1812 dans An Essay Towards an Abridgement of the English History. Selon l'historien George Malcolm Young, il s'agit en grande partie d'une traduction d'ouvrages français.
Dès 1758, Burke initie aussi la publication d'une revue annuelle, The Annual Register, dont l'objet est d'analyser les événements politiques survenus durant l'année dans le monde. Il en reste le rédacteur en chef jusque 1789.

### Réflexions sur la Révolution de France

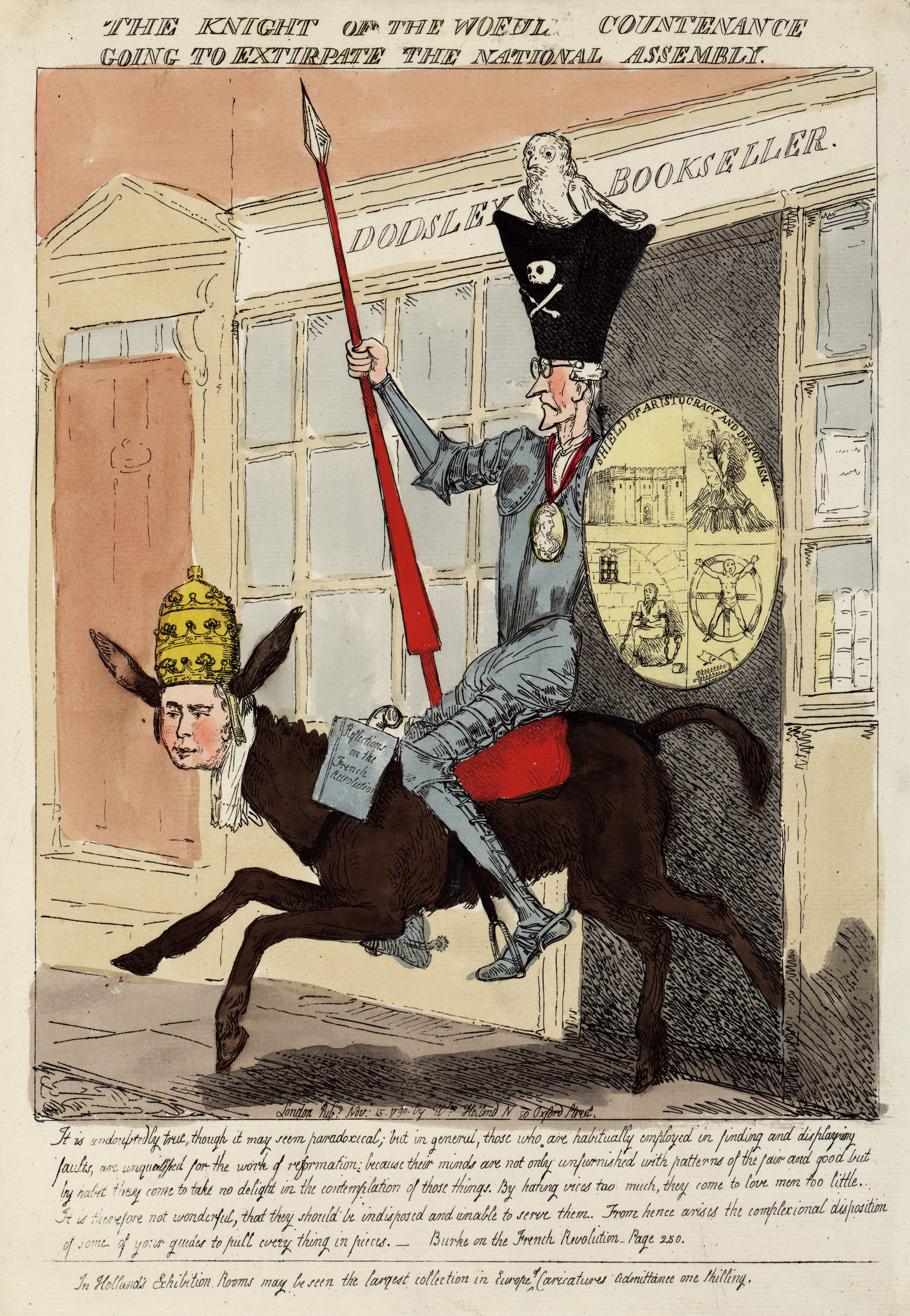
Caricature d'Edmund Burke, 1790.
Edmund Burke est ici représenté comme un Don Quichotte, s'appuyant sur le pape, représenté comme un âne. La caricature paraît en 1790, au moment de la Constitution civile du clergé en France et de la sortie du livre de Burke Reflections on the Revolution in France. Burke sort d'un porche au-dessus duquel est inscrit le nom de son éditeur, Dodsley Bookseller. Sur son bouclier, la Bastille. Autour du cou un médaillon portant le profil de la reine Marie-Antoinette.

Edmund s'est opposé à la Révolution française dès son début. Il s'en déclare l'adversaire, et prononce à cette occasion plusieurs discours, tout en publiant un grand nombre d'écrits ; le principal, intitulé : Réflexions sur la Révolution de France (1790), a en Angleterre et sur le continent un immense succès. L'originalité de sa critique par rapport à nombre de penseurs contre-révolutionnaires strictement conservateurs est de la développer dans le cadre d'une pensée synthétisant libéralisme modéré et conservatisme tempéré.
Il insiste sur les spécificités de la Révolution française qu'il critique au nom du libéralisme ; il dénonce la Révolution française auprès de ceux qui y voient une réédition des Révolutions anglaise et américaine. Selon lui, la nouveauté radicale de la Révolution française, événement inouï, introduit dans l'Histoire une rupture qui en perturbe le cours et menace l'ordre du monde. Burke oppose les nouvelles institutions françaises à celles de l'Angleterre, abusivement présentées comme l'un de leurs modèles. Burke démontre que la Glorious Revolution de 1688 a restauré la monarchie en la relégitimant. Le Bill of Rights de 1689 lie indissolublement droits et libertés des sujets et principe de succession de la Couronne. À la sage révolution anglaise, Burke oppose la folie française de la table rase, alors que le devoir d'un peuple est selon Burke de conserver ses traditions.
Au nom d'une philosophie de la nature, Burke rejette le contrat social rousseauiste ; pour lui la légitimité d'une constitution est fondée sur la prescription, non sur la convention. L'état naturel n'est autre que la vie en société, parvenant graduellement à la civilisation. Burke soutient que l’œuvre législative française est fondée sur des idées théoriques et intemporelles alors que les réformes doivent toujours être particulières au contexte spatio-temporel. Pris d'un vertige volontariste, les révolutionnaires français ont déchiré le tissu social, substituant à la gestion du progrès la dictature des principes abstraits, coupés de tout concret historique. Au lieu de prendre en compte les droits des gens, notions ancrées dans le réel, les esprits faux qui régissent la France ont proclamé les droits de l'homme, illustrant une dangereuse métaphysique. Pour Burke, il est impératif de préserver la hiérarchie sociale, de modérer la participation politique et de se conformer à la tradition. Selon un paradoxe apparent seulement, Burke qui avait pris la défense des colons anglais d'Amérique du Nord contre la métropole au nom de la tradition et du recours à une jurisprudence limitée et progressive, utilisa les mêmes arguments pour s'opposer à la « fausse théorie des droits supposés de l'homme ». Comme l'historien Jacob-Nicolas Moreau, dont il divergeait notamment par l'absence de toute référence au droit divin, Burke ne faisait pas appel à la raison abstraite pour fonder une politique mais à une jurisprudence constitutionnelle léguée par la suite des temps.
Pour lui, il n'y a pas de système universel déduit de la raison philosophique mais des constructions historiques propres à chaque peuple. L'utopie démocratique, fondée sur le dogme absurde de l'égalité, réduit des individus à la simple équivalence arithmétique et à l'interchangeabilité ; de ce fait, elle tranche les liens ancestraux et dissout les divers modes d'intégration de l'homme dans la société. Adversaire de l'absolutisme, Burke affirme que les États généraux auraient pu et dû dégager les éléments d'une constitution française faisant de 1789 le 1688 des Français. La dérive de la Révolution française commence selon Burke en septembre 1789 avec le refus du bicamérisme et ce dérapage vers la démagogie est confirmé par les premiers massacres des journées d'octobre 1789.
Burke dénonce aussi la tendance à la transgression de la Révolution française qui se traduit notamment par deux caractéristiques : le bouleversement de la propriété et la diffusion de l'athéisme. Cette transgression généralisée produit alors inéluctablement le chaos : la Révolution ne peut que s'épuiser en une « suite monstrueuse de crimes et d'événements grotesques, saturnales où l'horreur fascinante se dispute à la stupeur incrédule » ; annonçant la terreur dès 1790, il affirme que la Révolution ne peut se perpétuer que dans la tyrannie et prédit son inéluctable dérive terroriste et dictatoriale.

## Postérité
Sur le plan des idées, les arguments de Burke seront repris par les penseurs contre-révolutionnaires ; cependant, Joseph de Maistre et Louis de Bonald lisent Edmund Burke mais n'y trouvent pas de convergences profondes avec des points essentiels de leur doctrine, conception providentialiste de l'histoire prônant une théocratie essentiellement réactionnaire, toute empreinte de nostalgie pour un Ancien Régime et un absolutisme idéalisés. Leurs arguments s'enrichissent à sa lecture mais pas en profondeur. C'est au cours du XIXe siècle que l'importance de Burke se révélera progressivement. Hippolyte Taine y trouvera la confirmation du naturalisme politique et social, qu'il oppose à l'idéalisme philosophique et à la métaphysique de la Révolution, qui informe ses Origines de la France contemporaine.
Sur le plan pratique, la réaction du whig Burke, en dépit de sa brouille avec ses amis politiques en 1791, annonça le ralliement de l'opposition parlementaire whig à la politique de lutte contre le radicalisme et le jacobinisme anglais par William Pitt le Jeune.

## Œuvres
- A Vindication of Natural Society, 1756
- A Philosophical Enquiry into the Origin of Our Ideas of the Sublime and Beautiful, 1757 (première traduction française par l'abbé Des François, en 1765, sous le titre Recherche philosophique sur l'origine de nos idées du sublime et du beau)
- Reflections on the Revolution in France, 1790 (première traduction française en 1790, sous le titre Réflexions sur la Révolution de France).
- « Deux lettres adressées à un membre de Parlement actuel sur la Proposition de Paix avec le Directoire régicide de France » qui sont publiées le 7 novembre, imprimées chez Baylis. Ouvrage imprimé ensuite à Paris chez Pougin. « Lettre du très-honorable E. Burke à un noble lord, sur les attaques dirigées contre lui et contre sa personne dans la chambre des Pairs », par le duc de Bedford et le comte de Lauderdale (111 pages). Ces lettres ont été traduites en 1796 par Jean-Gabriel Peltier.
- Letters on a Regicide Peace (1795–97)
- Ses Œuvres ont été réunies en 16 volumes in-8, Londres, 1830, et 01 volumes in-8, 1851. Ses Lettres ont été publiées à Londres en 1844.

### Discours
- On American taxation (Sur la taxation en Amérique), 1774
- On the Situation in France (Sur la situation actuelle de la France), 1790

### Citation apocryphe
La citation « Pour que le mal triomphe seule suffit l'inaction des hommes de bien » encore citée sous la forme  « La seule chose qui permet au mal de triompher est l'inaction des hommes de bien » est souvent attribuée à Burke, bien qu'il n'ait jamais dit ou écrit cela.
Selon un article du site Quote Investigator, la citation viendrait de John Stuart Mill qui écrivit en 1867 :

« Let not any one pacify his conscience by the delusion that he can do no harm if he takes no part, and forms no opinion. Bad men need nothing more to compass their ends, than that good men should look on and do nothing. »

« Que personne n’ait la conscience tranquille dans l’illusion qu'il ne peut faire de mal s'il ne participe pas, et ne donne pas son avis. Les hommes méchants n’ont besoin de rien de plus pour parvenir à leur fin, que d'hommes bons qui contemplent sans intervenir. »